# Барон Бардольф
Барон Бардольф (англ. Baron Bardolf) — старинный титул в системе Пэрства Англии. Он был создан 6 февраля 1299 года для сэра Хью Бардольфа из Вормгей (графство Норфолк). Титул передавал от отца к сыну до 4 декабря 1406 года, когда 5-й барон Бардольф был объявлен парламентом предателем, а его титул был конфискован.

## История
6 февраля 1299 года сэр Хью Бардольф был вызван в парламент в качестве лорда Бардольфа. Участвовал в военных кампаниях в Шотландии и Франции. Ему наследовали сын Томас (1282—1328), внук Джон (1312—1263), правнук Уильям (1349—1386).
Последним бароном Бардольфом был сын Уильяма Томас (1369—1408). В 1403 году он принял участие в восстании Генри Перси, 1-го графа Нортумберленда, против короля Англии Генриха IV. Мятежники потерпели поражение в битве при Шрусбери. В декабре 1406 года барон был объявлен предателем, его титул и владения были конфискованы. В 1408 году он принял участие во вторжении Генри Перси с шотландским войском в Англию, но в битве при Брамем-Муре в Йоркшире восставшие бароны были вновь разгромлены. Томас Бардольф умер от ран, полученных в битве.

## Бароны Бардольф (1299)
- Хью де Бардольф, 1-й барон Бардольф (29 сентября 1259 — сентябрь 1304), сын Уильяма Бардольфа (ум. 1289)
- Томас Бардольф, 2-й барон Бардольф (4 октября 1282 — 11 декабря 1328), сын предыдущего
- Джон Бардольф, 3-й барон Бардольф (13 января 1312 — 29 июля 1363), сын предыдущего
- Уильям Бардольф, 4-й барон Бардольф (21 октября 1349 — 29 января 1386), сын предыдущего
- Томас Бардольф, 5-й барон Бардольф (22 декабря 1369 — 19 февраля 1408), сын предыдущего.

## Наследники
18 июля 1408 года поместья Томаса Бардольфа, 5-го барона Бардольфа, были переданы его двум дочерям, Энн и Джоан, а также их мужьям. Старшая сестра, Энн Бардольф (1389—1453), была замужем за сэром Уильямом Клиффордом, а затем за лордом Реджинальдом Кобемом, но скончалась бездетной. Младшая сестра, Джоан Бардольф (1390—1447), стала женой сэра Уильяма Фелипа (1383—1441), который после 1437 года именовал себя лордом Бардольфом. У них в браке родилась единственная дочь, Элизабет Фелип, которая вышла замуж за Джона Бомонта, 1-го виконта Бомонта (1409—1460), и умерла до 30 октября 1441 года. Их старший сын, Уильям Бомонт (1438—1507), еще в 1448 году получил титул лорда Бардольфа. В 1460 году он унаследовал титул 2-го виконта Бомонта.
Уильям Бомонт скончался бездетным 19 декабря 1507 года. Его наследниками стали его два внучатых племянника, потомки его сестры Джоан Бомонт (умерла в 1466) и её первого мужа, Джона Ловела, 8-го барона Ловела: сэр Брайан Степлтон (умер в 1550), сын сэра Брайана Степлтона и Джоан, старшей дочери леди Джоан Ловел, и сэр Джон Норрис (умер в 1554), сын сэра Эдварда Норриса и Фридесвиды, младшей дочери леди Джоан Ловел.
В 1910 году сонаследниками ликвидированного баронства Бардольф были две дочери Майлза, 10-го барона Бомонта (Мона Жозефина Темпест Степлтон, 11-я баронесса Бомонт, и Айви Мэри Степлтон) и Монтегю Берти, 7-й граф Абингдон.